# Oligodon macrurus
Oligodon macrurus este o specie de șerpi din genul Oligodon, familia Colubridae, descrisă de Angel în anul 1927.
Este endemică în Vietnam. Conform Catalogue of Life specia Oligodon macrurus nu are subspecii cunoscute.